# Volkswagen Golf
Volkswagen Golf (укр. Фольксваген Гольф) — 5-місний автомобіль німецького концерну Volkswagen AG, за німецькою класифікацією належить до «компактного» класу, за формою кузова хетчбек. Виробляються з 1974 року. «Гольф» прийшовши на заміну славнозвісному «Жуку», став найуспішнішою моделлю Фольксваґена і займає 3-тє місце у списку найпродаваніших автомобілів світу. На березень 2007 виробили 25 млн авто цієї моделі усіх модифікацій.
Спортивна версія Volkswagen Golf називається Volkswagen Golf GTI.

## Golf I (1974—1983)

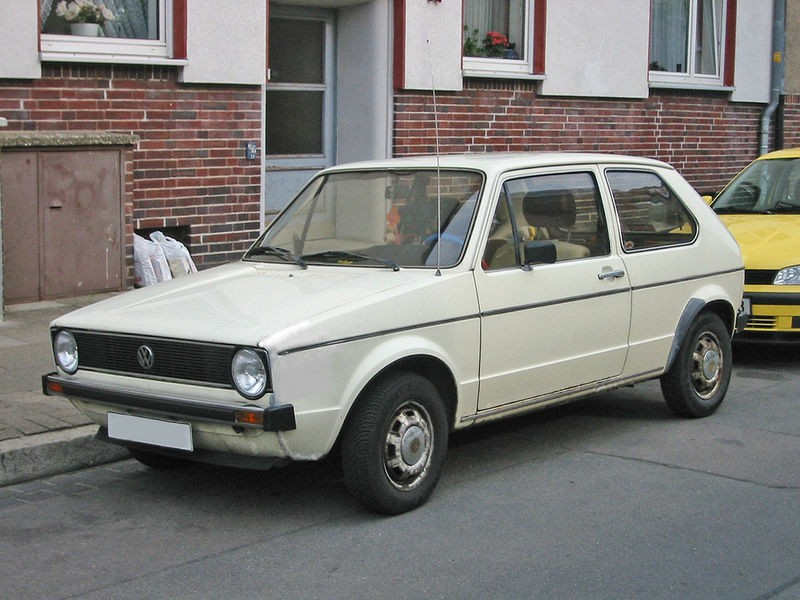
VW Golf I

Вклавши в розробку нової моделі 230 млн. DM Volkswagen в травні 1974 року представляє її світу. Автомобіль отримує ім'я Golf на честь теплої океанічної течії.
VW Golf характеризувався широкою гамою бензинових та дизельних силових агрегатів, механічною і автоматичною КПП, вибором кузовів (трьох-або п'ятидверний хетчбек, седан Jetta і кабріолет). Golf випускався в двох виконаннях (базове і люкс), мав великий набір опцій: омивач заднього скла, «двірник», зсувний люк в даху і колеса з литими дисками.
Автомобіль економно витрачав паливо (8,6 л/100км), розвивав максимальну швидкість до 149 км/год, і розганявся з місця до 90 км/год за 13,2 сек.
Восени 1975 року відвідувачам Франкфуртського салону був представлений Volkswagen Golf GTI.
Golf GTI перша спортивна версія, що поєднує в собі вартість малолітражки і динаміку спортивного купе. Він оснащався 1,6 — літровим бензиновим двигуном, потужністю 110 к.с., розганявся за 9,1 секунди з місця до 100 км/год. Зовні його відрізняли чорні рамки вікон, спортивні сидіння, кермо і розширені пластиковими накладками колісні арки та ряд інших деталей.
Цей автомобіль став користуватися особливим попитом на ринку. І вже в 1976 році з'являється Golf Diesel GTI з 50-сильним, 1,5 літровим турбодизелем.
У 1979 році Volkswagen представляє новинку Golf-кабріолет зі складним м'яким верхом. Кузов виготовлявся відомим ательє Karmann з Оснабрюка. Golf-кабріолет випускався аж до 1993 року.
Випуск Golf I був зупинений в 1983 році. За цей час по світу розійшлися близько 6,8 млн автомобілів Golf I різних модифікацій.

## Golf II (1983—1992)

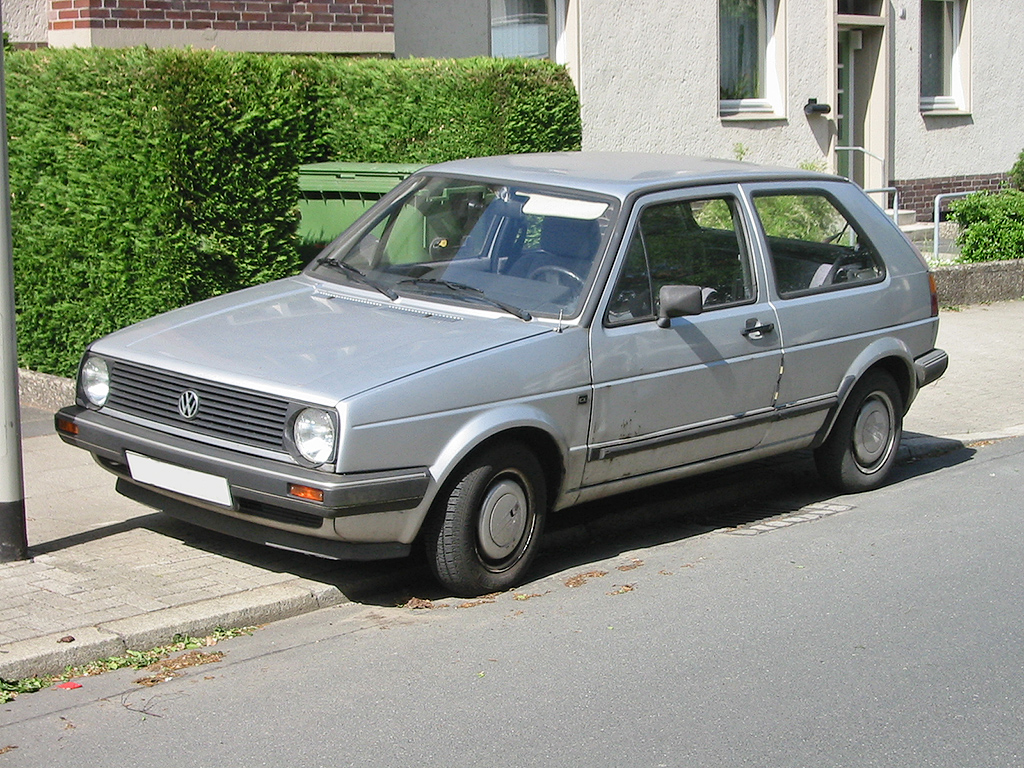
VW Golf II

Друге покоління Golf II побачило світ у серпні 1983 року. Основні риси автомобіля фахівцями Volkswagen були збережені, але при цьому доповнені і поліпшені. Довжина збільшилася на 300 мм, ширина на 55 мм, салон став просторішим і комфортабельним. Досконаліша форма кузова знижувала коефіцієнт повітряного опору з 0,42 у колишньої моделі до 0,34. Пропонувався набір бензинових і дизельних двигунів від 1,1 до 1,8 л потужністю від 50 до 90 к.с., коробки передач ступінчасті механічно і автомат.
Golf II покоління мав багато модифікацій: в 1984 р. з'являється трьохоб'ємний седан Jetta II; в 1986 р. надійшла в продаж повноприводна модель Syncro з в'язкісною муфтою; в 1989 р. представлений повнопривідний Golf II Country. Ця модель цікава тим, що вперше автомобіль гольф-класу виступав у вигляді позашляховика. Golf II Country мав лонжеронну раму, дорожній просвіт і знижувальну передачу, як у справжніх позашляховиків.
З 1985 року на автомобілі почали встановлювати нові 16-клапанні двигуни і каталітичні нейтралізатори вихлопних газів.
Volkswagen продовжував випускати Golf II до 1992 року.

## Golf III (1991—1998)

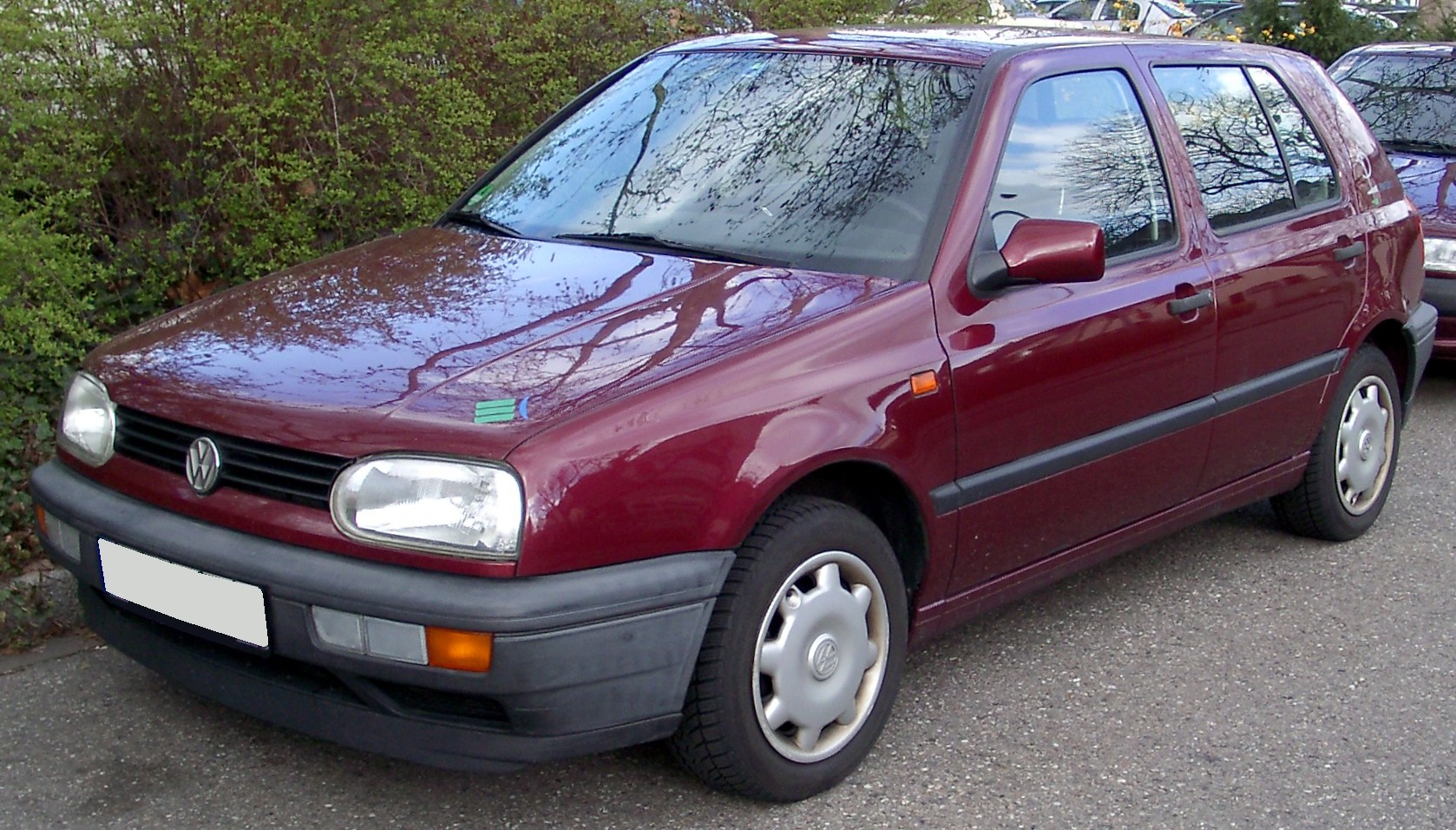
VW Golf III

Дебют третього покоління Golf відбувся в серпні 1991 року. Новинка мала унікальний дизайн і набагато просторіший салон. А що особливо визначально — Volkswagen збільшує літраж двигунів. У гамму увійшли сім бензинових двигунів потужністю 60-190 к.с., включаючи 16-клапанні і дві V-подібні шістки з кутом розвалу всього 15 градусів, а також 3 дизельні — два атмосферні (64 і 75 к.с.) і один турбований (90 к.с.). Всі бензинові мотори комплектувалися нейтралізаторами. «Найскромніший» двигун мав об'єм 1,4 л, а найпотужніший — 2,8 л (з таким автомобіль розвивав швидкість 225 км/год, а 100 км/год набирав з місця за 7,6 с). Найпотужніші версії отримали чотириступінчасту автоматичну трансмісію з електрогідроприводом, забезпечену двома програмами — для економного та спортивного стилів водіння, а також дискові гальма на всіх колесах (передні — вентильовані). Всі машини комплектувалися сервопідсилювачем керма і гальм.
Особливу увагу розробники приділили безпеці: зони деформації кузова при ударі, посилений каркас, вбудовані в дверці підсилювачі. Так само на Golf III були повітряні подушки безпеки (airbag) для водія і переднього пасажира, рульова колонка, що деформується на 170 мм, покритий пінопластом приладовий щиток і сталеві спинки задніх сидінь. Виробники Golf III давали клієнтам 12-річну гарантію від наскрізної корозії.
Серед додаткового обладнання автомобіля можна виділити систему АБС, електропідігрів сидінь, кондиціонер, електропривід регулювання кута нахилу спинок сидінь, централізоване управління замками, електрорегулювання положення зовнішніх дзеркал, система попереднього прогріву двигуна в холодний час і багато іншого.
Серед кузовів були хетчбек, кабріолет і седан з новим ім'ям Vento. Вперше був представлений Golf Variant, кузов якого був на 320 мм довшим, ніж у седана, а об'єм багажного відділення при відкинутій спинці задніх сидінь становив 1425 л.
Модель нового кабріолета була не сильно змінена, мала заднє вікно з підігрівом і користувалася великою популярністю в США.
Golf III розійшовся в кількості 4,8 млн автомобілів і його виробництво припинилося 1997 року. Проте, випуск моделі звдосконаленим двигуном(де замість моно-впорскування стояло
мульти-впорскування) продовжувався ще рік.

## Golf IV (1997—2006)

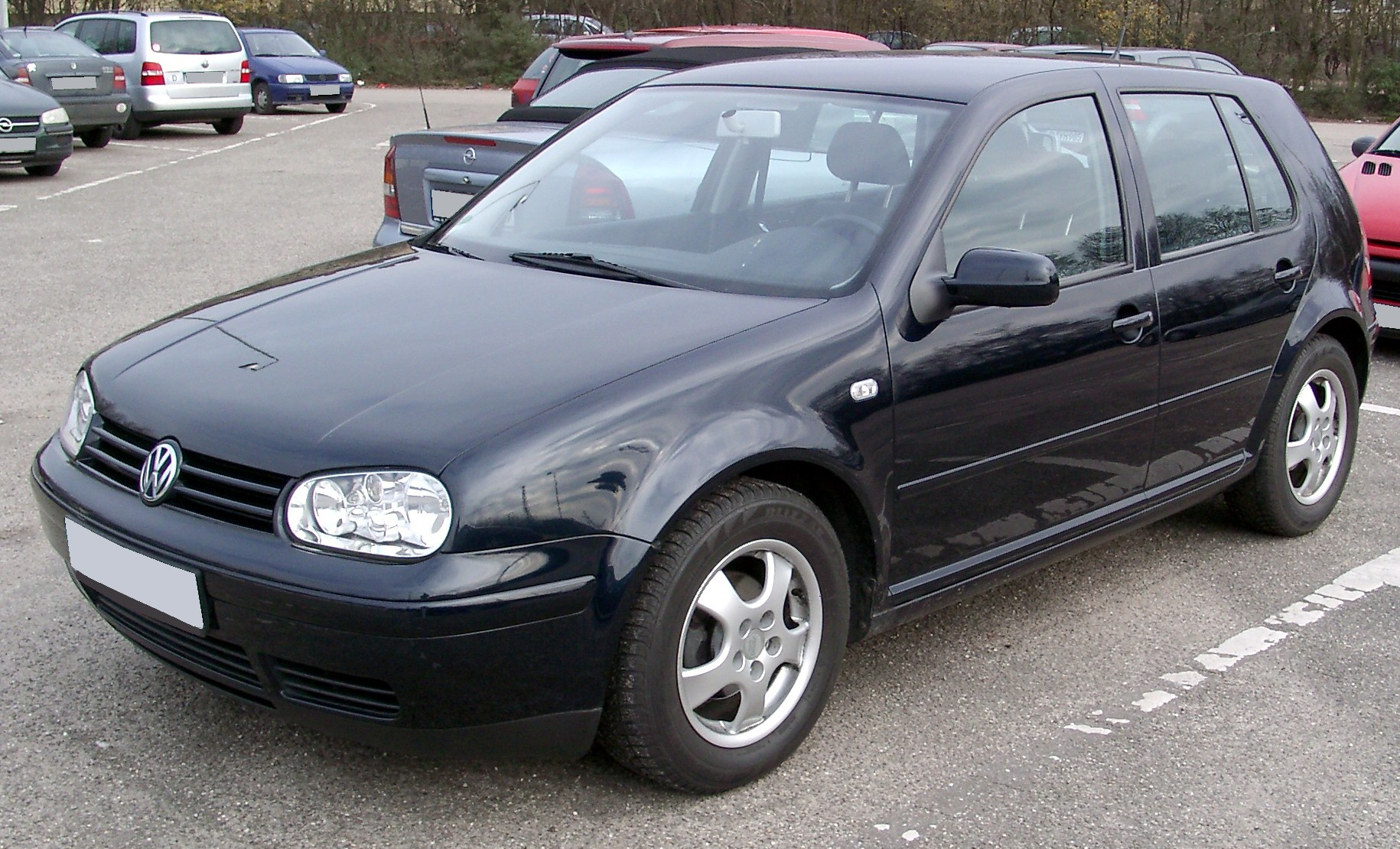
VW Golf IV

В 1997 році дебютувало четверте покоління Golf.
Для Golf IV передбачено чотири рівні оснащення: Trendline, Comfortline, Highline і GTI.
Зберігши загальні пропорції, Golf IV став більшим. Його довжина збільшилася до 4149 мм (+131 мм), ширина — до 1735 мм (+30 мм), а база — до 2511 мм (+39 мм).
Гамма двигунів містить шість бензинових і три дизельні двигуни потужністю від 68 до 180 к.с.

## Golf V (2003—2008)

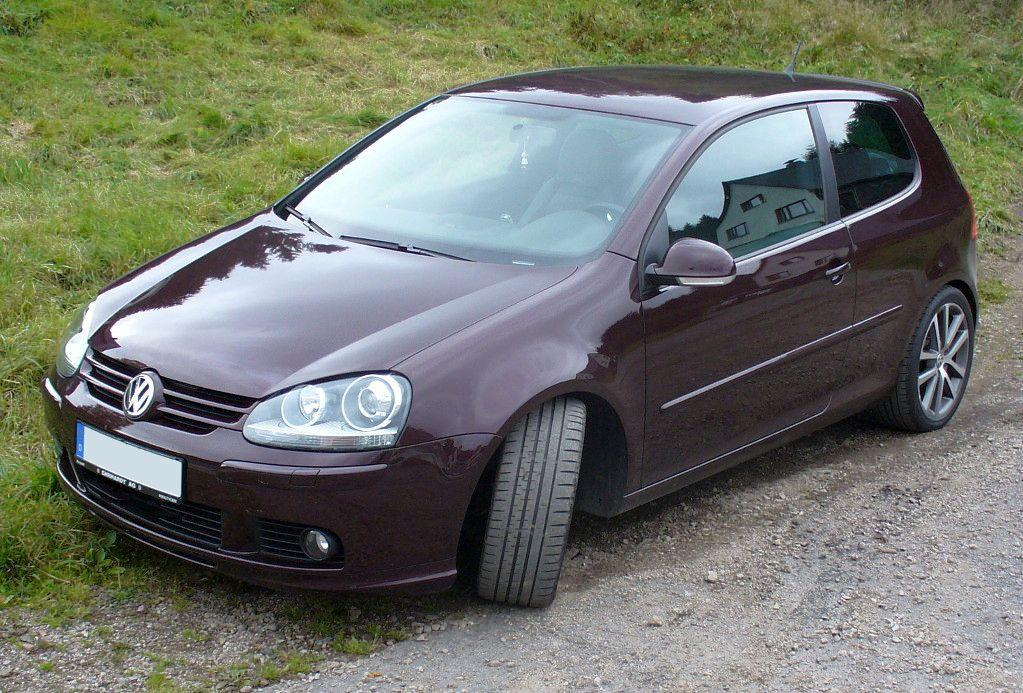
VW Golf V

У 2003 році концерном Volkswagen було представлено п'яте покоління Golf.
Golf V побудований на новітній «всефольксвагенівській» платформі, яка вже лягла в основу Audi A3 II покоління і VW Touran. Разом з нею автомобіль одержав і багатоважільну задню підвіску, а на додачу — новий кузов, жорсткість якого зросла на 80 %.
Volkswagen Golf V покоління став довшим на 57 мм (4204 мм), ширшим на 24 мм (1759 мм) і вищим на 39 мм (1483 мм). Першими надбавку простору відчують задні пасажири: місця для ніг додалося на 65 мм, а стеля піднялася на 24 мм. Об'єм багажника зріс до 347 л.
Гамма двигунів містить бензинові і дизельні двигуни потужністю від 75 до 250 к.с.
Golf V пропонувався у 3-х версіях базового оснащення: Trendline, Comfortline і Sportline, що відрізняються деякими деталями обробки. Кожна з них вже включає 6 подушок безпеки, ABS з системою brake assist і ESP.

## Golf VI (2008—2012)

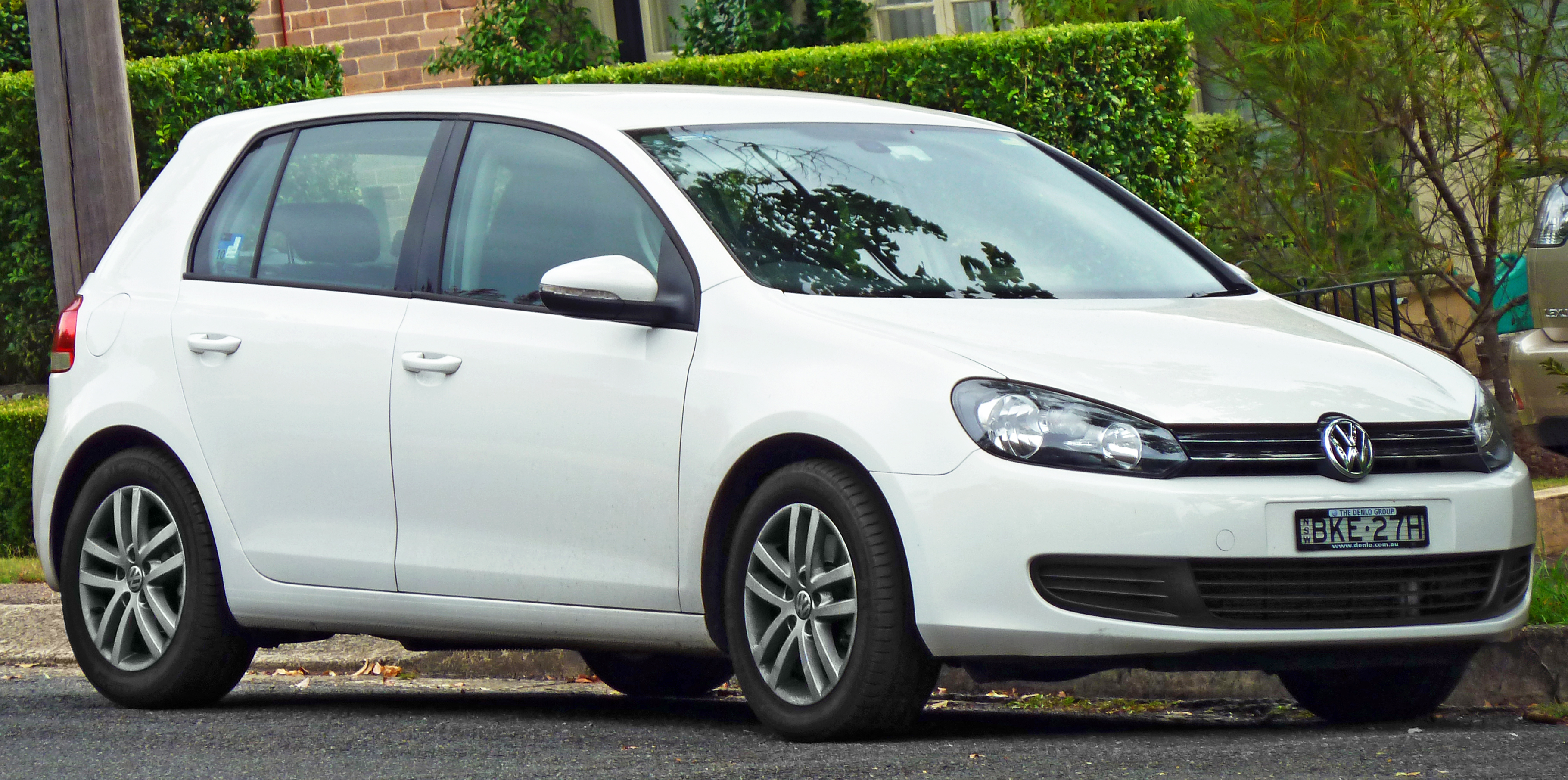
VW Golf VI

Volkswagen Golf 6 був представлений на Паризькому автосалоні в жовтні 2008 року. Автомобіль зібраний на платформі Volkswagen Group A5 (PQ35), як і його попередник Volkswagen Golf 5.
За зовнішній дизайн Golf 6 відповідав Вальтер де Сільва, за дизайн інтер'єру — Томаш Бачорскі. Новий Golf виявився результатом модернізації попередника, а лейтмотивом оновлення стало скорочення витрат при виробництві автомобіля. Так, виробничий цикл однієї машини знизився з 35 до 25 годин. Німці не стали принципово змінювати конструкцію кузова, компоновку і підвіску, хоча споряджена маса і знизилася на 20-50 кг залежно від мотора. За традицією двигунів в лінійці було хоч греблю гати — атмосферні, з турбонаддувом або комбінованим уприскуванням, що працюють на зрідженому газі. Віддача агрегатів — від 80 до 172 сил. Коробки передач — ручні, преселективна роботизовані і автоматичні з п'ятьма, шістьма або сімома ступенями. За свою історію «шостий» Golf збирали в Німеччині, Китаї, Індонезії, Росії, Україні і Малайзії.
У гамму нарешті повернувся кабріолет.

## Golf VII (2012—2020)

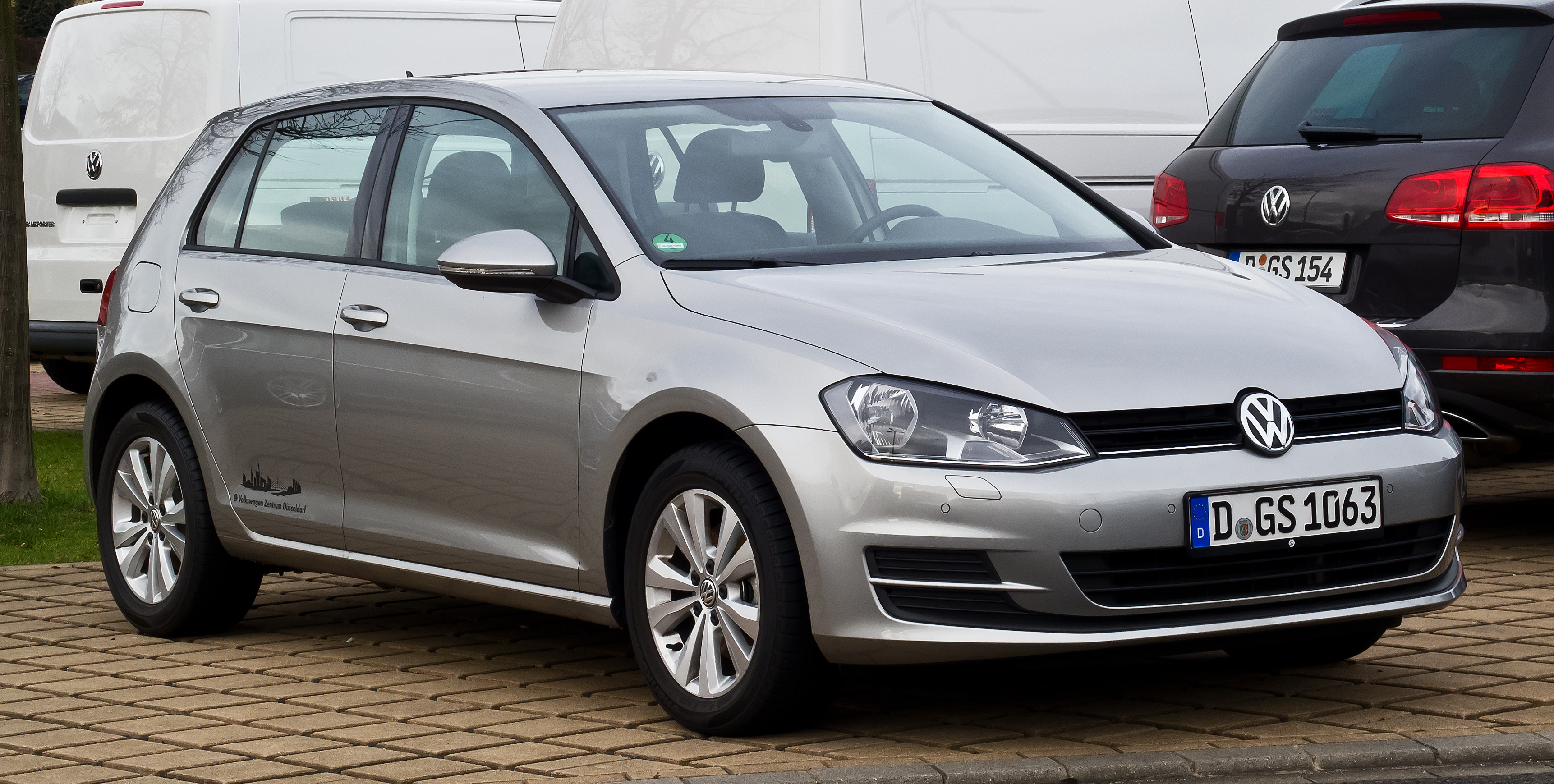
VW Golf VII

Гольф сьомого представлений в Берліні 4 вересня 2012 року, широкій публіці автомобіль показано на Паризькому автосалоні в кінці року.
Продажі автомобіля почалися 10 листопада 2012 року. Паралельно з дебютом базової моделі представлено і спортивну модель GTI.
Пізніше з'явилися трьохдверний хетчбек, п'ятидверний Golf Sportsvan, п'ятидверний електричний e-Golf, п'ятидверний універсал і флагманський Golf R, плануються п'ятидверний ліфтбек Golf CC та дводверний кабріолет.

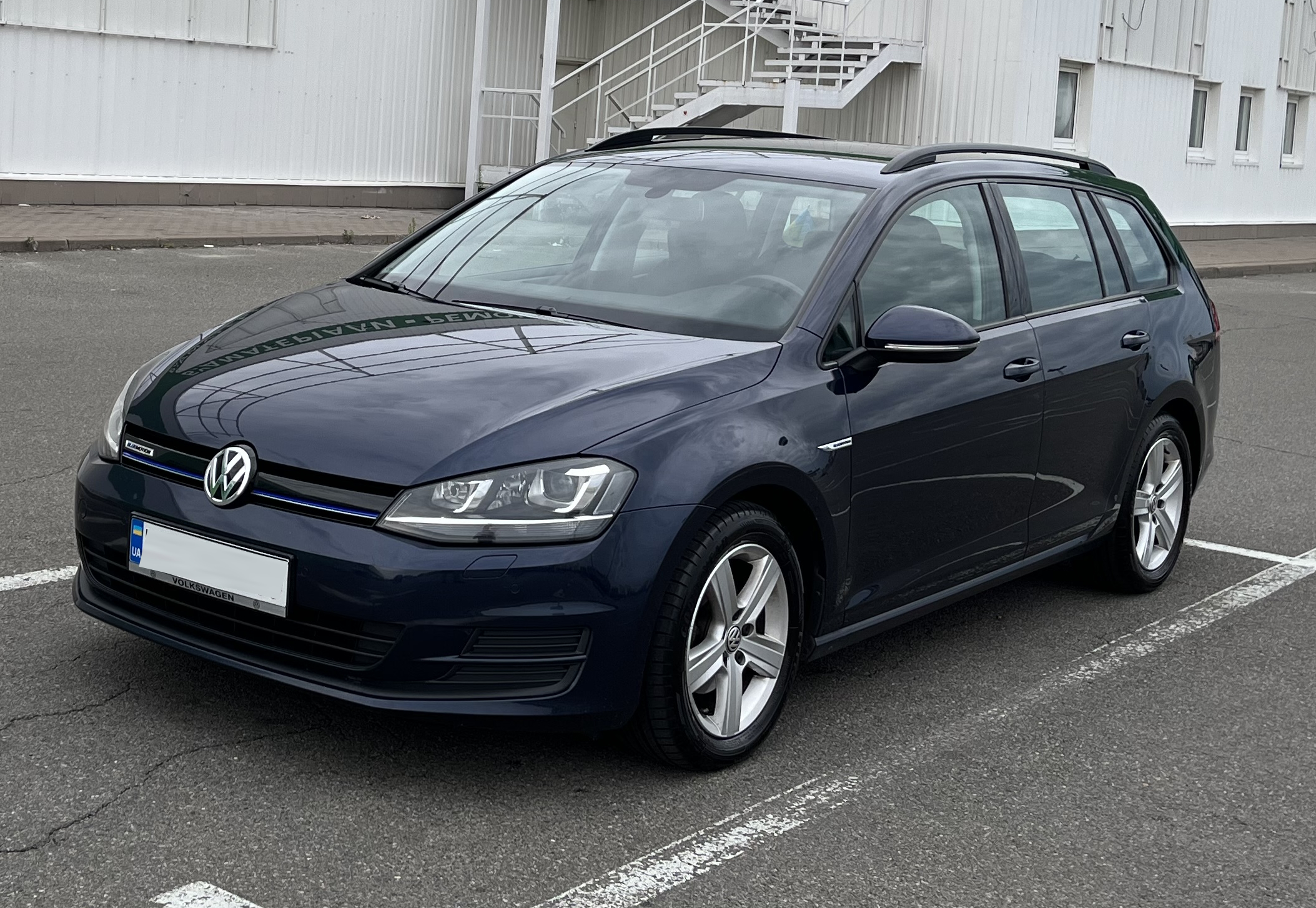
VW Golf VII Variant

## Golf VIII (2020—наш час)

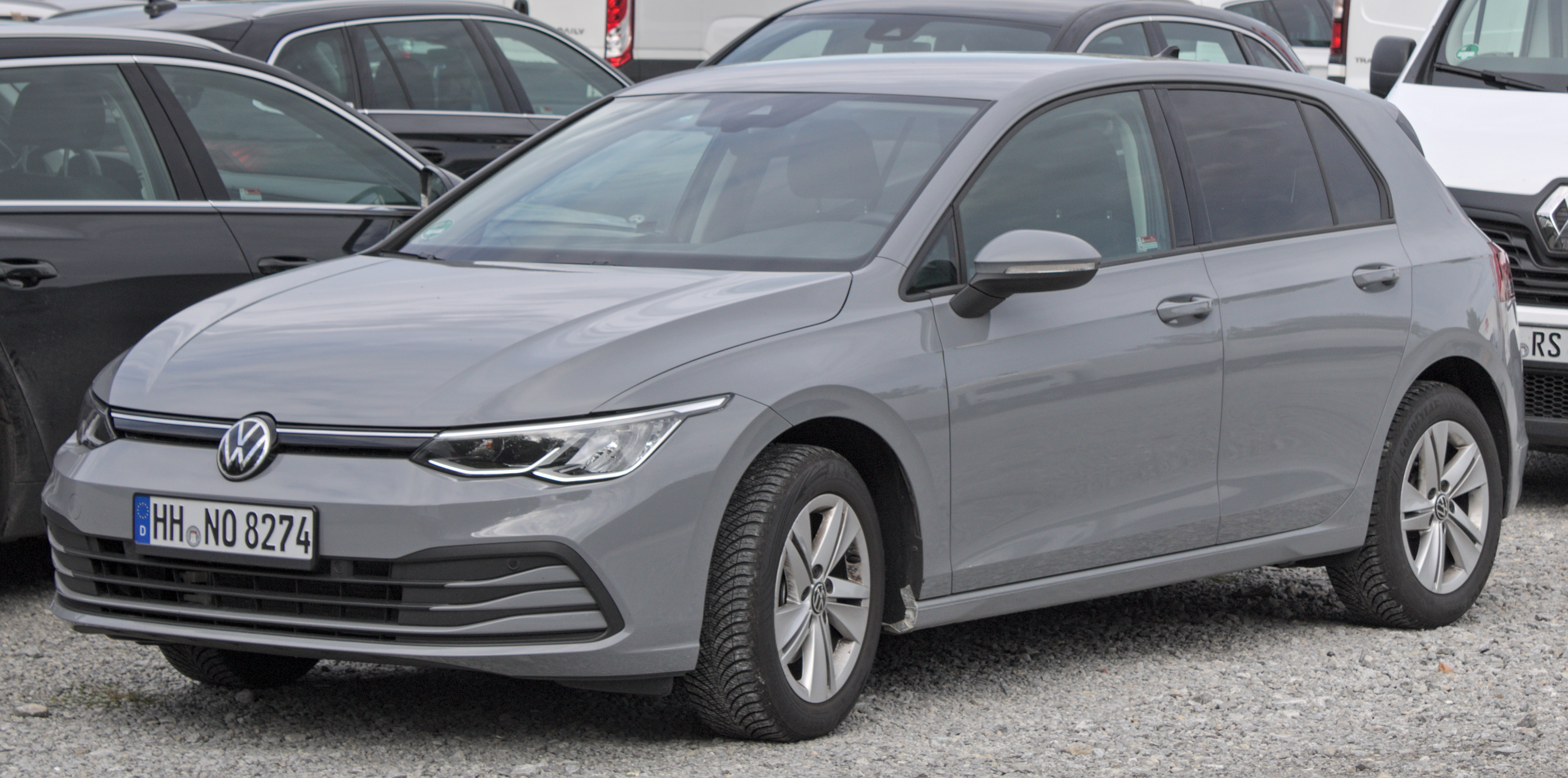
VW Golf VIII

В жовтні 2019 року в Вользбурзі дебютував Гольф 8 покоління. Автомобіль збудовано на платформі MQB. Вперше в своєму ціновому сегменті повністю цифровий кокпіт (Innovision Cockpit) став стандартним оснащенням у всіх версіях автомобіля.
Світлодіодна оптика стала стандартною на всіх версіях, а в дорожчих з'являються матричні фари IQ.Light LED Matrix. Електричної версії e-Golf у восьмому поколінні не передбачено, замість неї виготовляється Volkswagen ID.3.
У листопаді 2020 року була представлена найпотужніша версія Golf R на базі восьмого покоління.

## Інші версії

### Golf Plus (2005—2014)

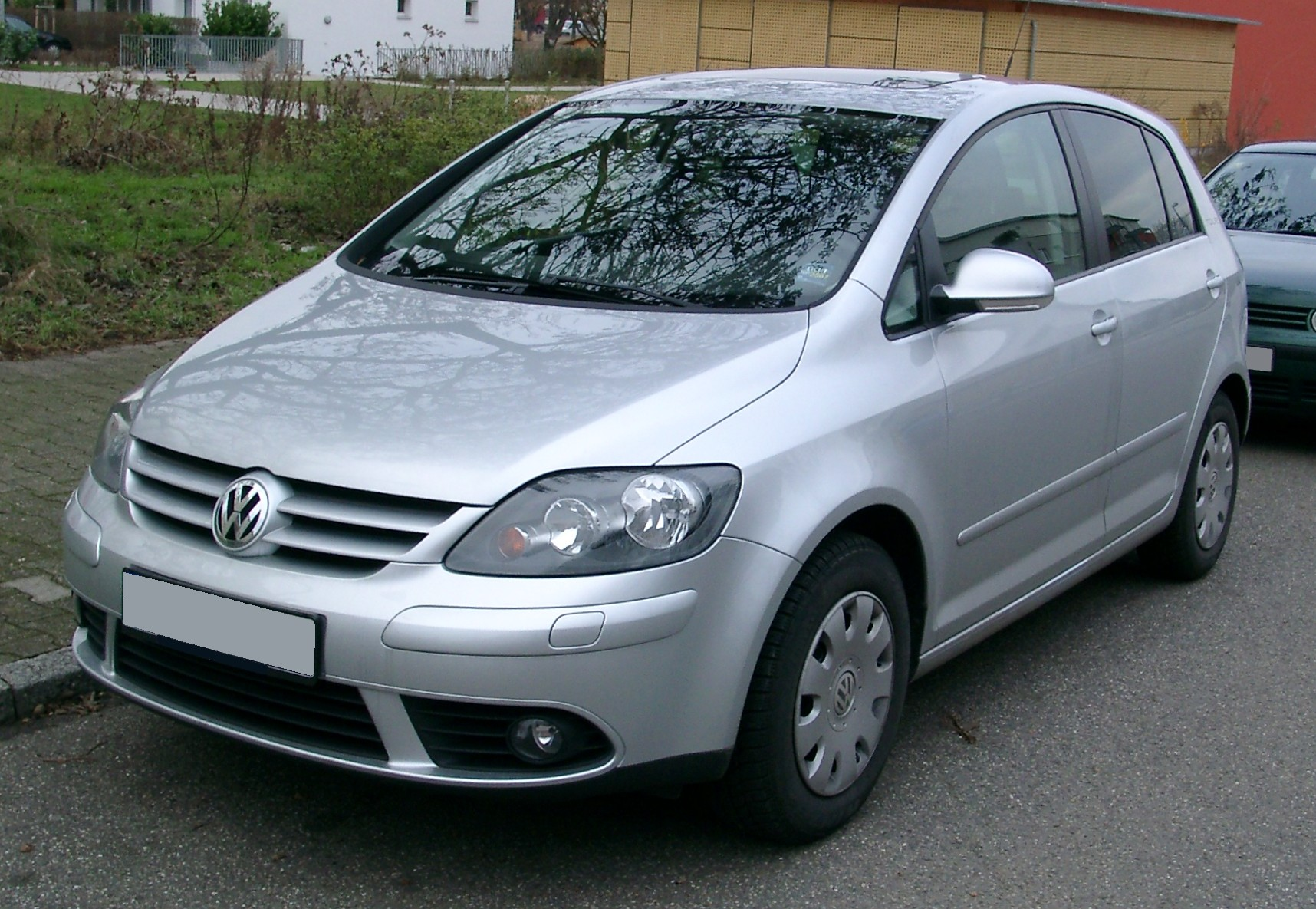
VW Golf Plus

У грудні 2004 році, концерн Volkswagen AG анонсував компактвен Golf Plus на базі Golf 5. Він на 9,5 см вищий, ніж стандартний Гольф, але на 15 см коротший, ніж інший компактвен, семимісний Touran.
У 2006 році на Паризькому автосалоні представлено новий кросовер Volkswagen CrossGolf, який є позашляховою версією Golf Plus.

### Golf Sportsvan (2014—наш час)

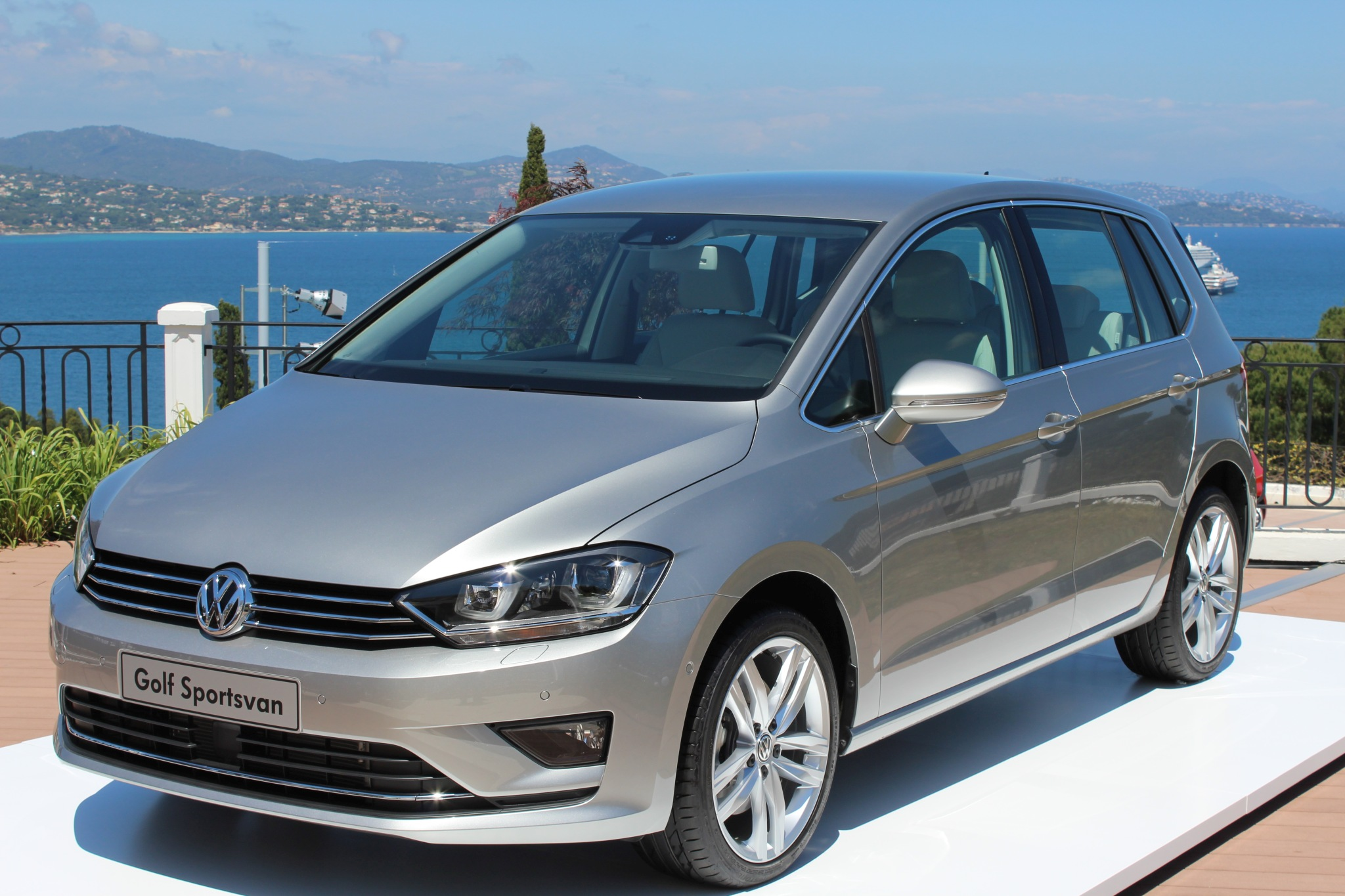
VW Golf Sportsvan

Навесні 2014 року представлять компактвен Golf Sportsvan довжиною 4340 мм, що створений на базі Golf 7 і прийшов на заміну Golf Plus. Об'єм багажника складає 498 л, а при складених задніх сидіннях — 1500 л.